# Callergates
Callergates is een kevergeslacht uit de familie van de boktorren (Cerambycidae). De wetenschappelijke naam van het geslacht werd voor het eerst geldig gepubliceerd in 1904 door Lameere.

## Soorten
Callergates is monotypisch en omvat slechts de volgende soort:
- Callergates gaillardoti (Chevrolat, 1854)